# Ignacy Waghalter
Ignacy Waghalter także Ignatz, Ignaz (ur. 15 marca 1882 w Warszawie, zm. 7 kwietnia 1949 w Nowym Jorku) – amerykański kompozytor pochodzenia polskiego.

## Życiorys
Pochodził z rodziny żydowskiej osiadłej w Polsce w XVII wieku, był bratem Henryka i Władysława. W młodości grał w orkiestrze amatorskiej Warszawskiego Towarzystwa Muzycznego, następnie studiował w Berlinie w konserwatorium Xavera Scharwenki (fortepian) oraz u Friedricha Gernsheima w Akademie der Künste (kompozycja). W latach 1907–1911 działał jako korepetytor, a następnie dyrygent berlińskiej Komische Oper, z którą wyjeżdżał na koncerty zagraniczne. Od 1907 do 1912 roku był też dyrygentem teatru miejskiego w Essen. W 1910 roku wykonał w Niemczech, niedługo po jej prapremierze, Symfonię h-moll Ignacego Jana Paderewskiego. W latach 1912–1923 był pierwszym dyrygentem Deutsches Opernhaus w Charlottenburgu. W latach 20. XX wieku trzykrotnie koncertował w Warszawie. Od 1924 do 1925 roku pełnił, jako następca Josefa Stránskiego, funkcję dyrygenta State Symphony Orchestra w Nowym Jorku. W kolejnych latach ponownie działał jako dyrygent w Berlinie, występował także w Hiszpanii (1913), Austrii (1925) i ZSRR (1931). Od 1931 do 1932 roku dyrygował tymczasowo orkiestrą Łotewskiej Opery Narodowej w Rydze. Po dojściu do władzy nazistów w 1933 roku wyemigrował z Niemiec, skąd przez Pragę i Wiedeń udał się do Stanów Zjednoczonych, gdzie w 1938 roku osiadł na stałe. W Ameryce nie zdołał zyskać popularności, występując z podrzędnymi orkiestrami.
Zasłynął przede wszystkim jako twórca oper: Der Teufelsweg (wyst. Berlin 1911), Mandragola (wyst. Berlin 1914), Jugend (wyst. Berlin 1917), Der späte Gast (wyst. Berlin 1922) i Sataniel (wyst. Berlin 1923). Pisał także operetki. Ponadto skomponował m.in. Koncert skrzypcowy A-dur (1911), Uwerturę polską na orkiestrę (1918), Kwartet smyczkowy D-dur (1911), Sonatę f-moll na skrzypce i fortepian (1907), Geständnis na skrzypce lub wiolonczelę i fortepian (1913) oraz szereg utworów fortepianowych i pieśni. Jego utwory, w Polsce mało znane, nie utrzymały się długo w programach koncertowych.